# Crucoli
Crucoli község (comune) Calabria régiójában, Crotone megyében.

## Fekvése
A megye északi részén fekszik. Határai: Cariati, Cirò, Scala Coeli, Terravecchia és Umbriatico.

## Története
Az 1500-as években alapították nem messze a La Torretta nevű tengerparti őrtoronytól.

## Népessége
A népesség számának alakulása:

## Főbb látnivalói
- Palazzo Lamanna
- Palazzo Celsi
- Villa Palopoli
- Villa Clausi
- Palazzo Toscano
- Palazzo Palopoli
- Santa Maria-templom
- Santissimi Pietro e Paolo-templom
- Sant’Elia-templom
- Madonna di Manipuglia-szentély
- Santa Maria Madre della Chiesa-templom